# Eduard Imhof
Pour les articles homonymes, voir Imhof.
 (juillet 2009).
Si vous disposez d'ouvrages ou d'articles de référence ou si vous connaissez des sites web de qualité traitant du thème abordé ici, merci de compléter l'article en donnant les références utiles à sa vérifiabilité et en les liant à la section « Notes et références ».
Eduard Imhof, né le 25 janvier 1895 à Schiers et mort le 27 avril 1986 à Erlenbach (canton de Zurich), et un géographe et professeur de cartographie à l'École polytechnique fédérale de Zurich, en Suisse.

## Biographie
Son père était un géographe qui a enseigné dans une université locale. En 1902, sa famille s'est installée à Zurich, où Imhof a continué sa scolarisation. Entre 1914 et 1919, il étudie la cartographie à l'EPFZ avec quelques interruptions militaires pour garder la frontière suisse en tant que lieutenant d'artillerie. Imhof retourne ensuite au service militaire en 1939 et de façon occasionnelle jusqu'en 1945, obtenant finalement le rang de Major.
Après avoir obtenu son diplôme de cartographe, Imhof a commencé à travailler comme membre de la faculté à l'Institut de géodésie à l'EPFZ. En 1922, il épouse Agnes Untersander. Entre 1922 et 1935, ils ont eu quatre enfants. 
En 1927, Imhof est chargé de réviser le Schweizerischer Mittelschulatlas, l'atlas utilisé dans les écoles secondaires suisses dont toutes les éditions publiées de 1932 jusqu'à 1976 le seront sous sa direction[réf. nécessaire]. L'atlas d'école primaire suisse, le Schweizerischer Sekundarschulatlas, publié entre 1934 et 1975, a été aussi produit sous sa direction[réf. nécessaire]. 
En 1930, Eduard Imhof est chargé de mesurer la position et l'altitude du Minya Konka au Tibet. Lors de cette expédition, il est accompagné de Paul Nabholz et parfois d'Arnold Heim. Durant ses travaux géodésiques, Imhof vit plusieurs semaines dans un monastère tibétain au pied de la montagne.
En 1949, Imhof reçoit un doctorat honoris causa de philosophie de l'université de Zurich pour son travail de cartographe[réf. nécessaire]. En 1951, Imhof voyage à Ankara pour travailler sur l'arpentage en Turquie[réf. nécessaire]. Il travaille alors pour le Bureau turc pour la cartographie (Harita Genel Müdürlügü). En 1954, Imhof épouse Viola May et, la même année, fait une ascension de Mont Ararat[réf. nécessaire]. 
Il prend sa retraite de professeur d'université en 1965 tout en continuant à donner des conférences. Il reçoit encore plusieurs récompenses pour sa vie et son travail jusqu'à sa mort à Erlenbach après une courte maladie en 1986.

## Publications
- Gelände und Karte (1950)

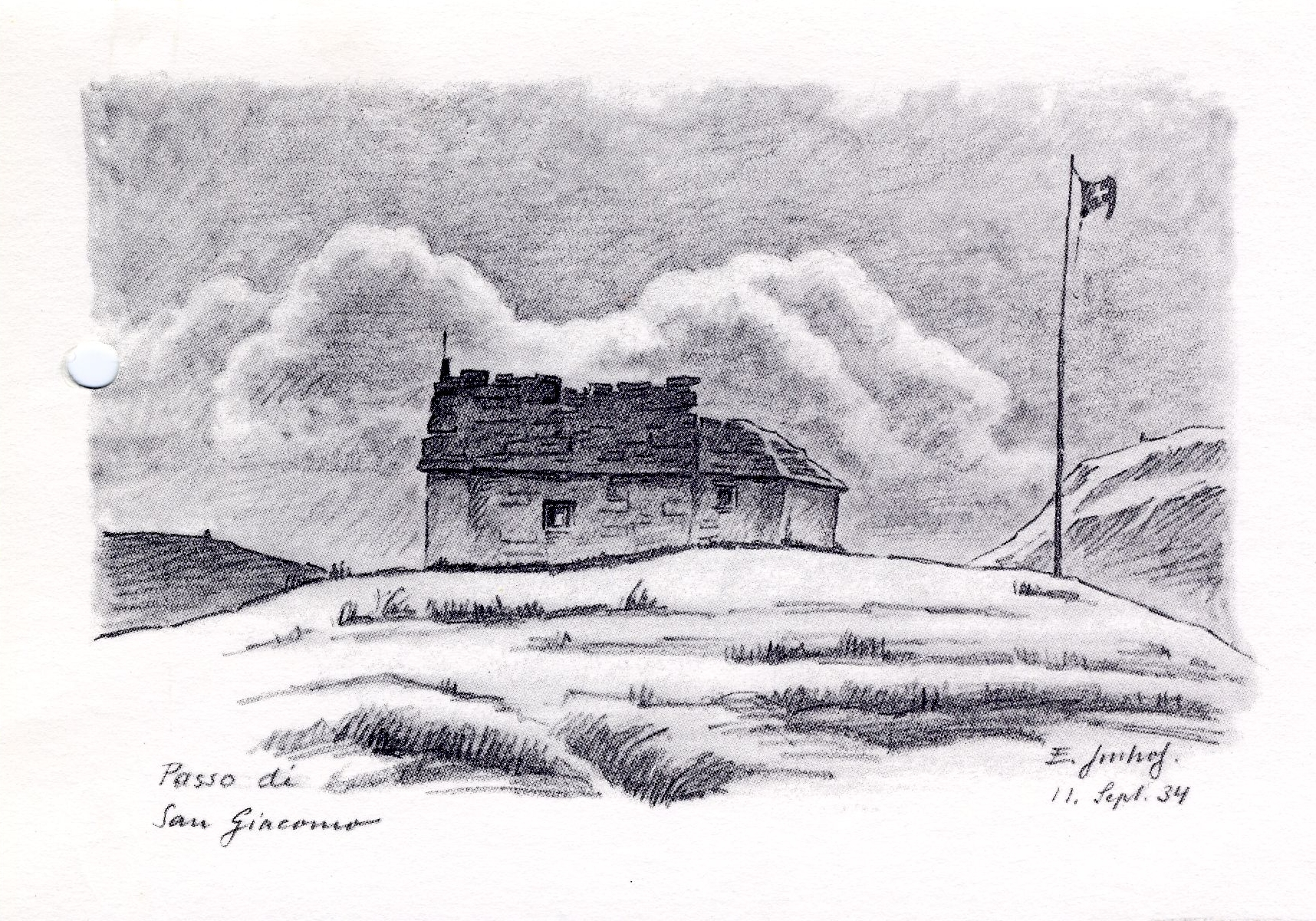
Dessin de Imhof du Passo di San Giacomo (11 septembre 1934)

- Kartographische Geländedarstellung (1965)
- Unbekannte Türkei. Wo Ost und West sich begegnen (1970)
- Lehrbuch der Allgemeinen Geographie, Band 10, Thematische Kartographie (1972)  (ISBN 3-11-002122-6)
- Die Großen Kalten Berge von Szetschuan (1974)
- Bildhauer der Berge. Ein Bericht über alpine Gebirgsmodelle (1981)